# Rich Hall
Richard Travis Hall, detto Rich (Alexandria, 10 giugno 1954), è un comico, attore, autore televisivo  e musicista statunitense.

## Biografia
Nato in Virginia, è cresciuto in Carolina del Nord.
Negli anni '80 è scrittore e interprete del The David Letterman Show e della serie di sketch comici Fridays (1981-1982).
Dopo la fine di Fridays, ha coscritto e recitato nella serie comica satirica Not Necessarily the News dal 1983 al 1990. Inoltre è stato un membro regolare del cast del Saturday Night Live per la decima stagione (1984-1985).
Nel 1986 ebbe uno speciale televisivo chiamato Vanishing America su Showtime, poi trasformato in un libro dallo stesso titolo. Sempre nel 1986 appare nel film Una folle estate, mentre nel 1989 è nel cast del film C.H.U.D. II: Bud the Chud.
Negli Stati Uniti è apparso più volte in talk-show come The Tonight Show Starring Johnny Carson, Late Show with David Letterman e Late Night with Conan O'Brien.
Nel corso della sua carriera diviene noto anche nel Regno Unito, partecipando a produzioni televisive come QI, 8 Out of 10 Cats, Have I Got News for You e Never Mind the Buzzcocks. È anche apparso nella serie di cabaret britannica Live at the Apollo con Jack Dee negli anni 2000.
Nel 2000 ha vinto il Perrier Comedy Awards nell'ambito dell'Edinburgh Fringe con il personaggio di Otis Lee Crenshaw, un cantante di musica country. Ha pubblicato diversi album (London Not Tennessee nel 2001, How Do We Do It? Volume! nel 2003 e Waitin' On A Grammy nel 2016) e un video di un concerto nei panni di questo personaggio comico. Nel 2004 ha pubblicato un libro sulle memorie dell'uomo e nel 2008 ha intrapreso due spettacoli di cabaret in giro per il Regno Unito e Irlanda.
Ha avuto quattro serie TV dalla BBC: Rich Hall's Badly Funded Think Tank, Rich Hall's Fishing Show nel 2003, Rich Hall's Cattle Drive nel 2006. Ha preso parte anche al programma Top Gear.
Nel 2005 si è sposato con una regista originaria di Liverpool.
Ha scritto e presentato documentari sui generi cinematografici, la storia e la cultura del cinema americano, trasmessi su BBC Four. Inizialmente questi documentari si concentravano sui generi cinematografici, avendo realizzato il primo sul cinema western nel 2008, uno sui road movie, e così via. I successivi documentari si allargarono ad altri temi più ampi della cultura e della politica: le elezioni presidenziali del 2016, la storia dei Presidenti americani, la musica country, la realizzabilità del cosiddetto sogno americano, la guerra fredda e altri temi.
Nel 2011 è tra i doppiatori del film Il figlio di Babbo Natale.
Nel 2010-2011 appare il Stand Up for the Week, mentre nel 2015-2016 partecipa a Very British Problems. Nel 2015-2018 è doppiatore di alcuni episodi di Thunderbirds Are Go.